# 이해담

## 클럽 경력
이해담은 장안대학교를 거쳐 2025시즌 천안시티 FC에 신인 선수로 입단하였다. 구단 공개 테스트를 통해 선발된 선수 중 한 명으로, K리그2 무대에 도전장을 내밀었다.

## 프로 데뷔
2025시즌 기준, K리그2 공식 출전 기록은 없으며 벤치 엔트리에 포함되어 경험을 쌓고 있다.

## 특징
184cm의 신체 조건을 바탕으로 한 제공권 장악력이 강점이며, 대인 마크 능력과 기본적인 수비 집중력 또한 평가받고 있다. 팀 내에서는 장기적인 성장 가능성이 기대되는 유망 수비 자원으로 평가된다.

## 기타
2025년 3월 22일 생일을 맞아 구단 공식 SNS에서 축하 메시지가 게시되었다.

## 참고 자료
- 천안시티 FC 구단 SNS – 입단 발표 및 생일 게시
- K리그 등록 선수 명단
- 장안대학교 축구부 출신